# Grand Teton
Grand Teton est une montagne située dans le parc national de Grand Teton dans le nord-ouest du Wyoming aux États-Unis. Du haut de ses 4 197 mètres, elle est le point culminant du parc national ainsi que celle de la chaîne Teton. Il s'agit de la deuxième montagne la plus élevée du Wyoming.

## Étymologie
Son nom lui aurait été donné par des Canadiens français membres d'une expédition pour le compte de la Compagnie du Nord-Ouest.

## Histoire
Une controverse existe quant aux noms des premiers Européens à avoir gravi le sommet. Nathaniel P. Langford et James Stevenson en ont revendiqué l'escalade le 29 juillet 1872. Néanmoins, leur description du sommet correspond au sommet dénommé The Enclosure, un pic secondaire de la montagne. Ce pic secondaire est nommé en référence à une palissade construite par l'homme (probablement des Autochtones) à son sommet.
Lorsque William O. Owen escalada le bon sommet en 1898 (accompagné de Franklin Spalding, Frank Peterson et John Shive), il ne trouva aucune trace d'une précédente ascension au sommet. On considère aujourd'hui que le pic The Enclosure aurait été pour la première fois escaladé par des Amérindiens alors qu'Owen serait le premier à avoir escaladé la montagne du Grand Teton.
En 1931, Robert Underhill et Fritiof Fryxell gravissent l'arête nord du Grand Teton.
En 1972, première ascension hivernale de la face ouest du Grand Teton par les frères Jeff Lowe et Greg Lowe, fondateurs de Lowe Alpine (en) (avec leur troisième frère, Mike).